# Ваханаванк (манастир)
Манастир Ваханаванк (јерм. Վահանվանք) је манастир Јерменске апостолске цркве из X века. Смештен је у подножју планине Тигранасар, на десној обали реке Вохчи, 7 км југозападно од града Капана у јерменском марзу Сјуник.
Манастир је почетком  века основао кнеза Вахан, син сјуниксог краља Гаџика. Манастир је добио име управо по свом ктитору и оснивачу. Јерменски историчар Степанос Орбелијан (1250—1305) пише: Кнез Вахан одлучи да се замонаши и прими монашки живот на себе и тако победи демоне који га обузеше.
Излечивши се од своје болести кнез Вахан је 911. године у знак захвалности Богу подигао цркву коју је посветио светом Григорију Просветитељу. Та црква је уједно најстарији део овог манастирског комплекса. Сама црква је веома скромна грађевина са олтаром у централном делу и две сакристије. Има два улаза, западни и источни. Гроб кнеза Вахана се налази на самом улазу у цркву.
Убрзо након оснивања у манастиру је основана и богословија у којој су духовна знања стицали младићи из околних провинција. У манастиру се школовао и нећак кнеза Вахана, Вахан II који је око 960. постао и јерменски Католикос.
Трем и порта саграђени су такође током прве половине  века. Ваханаванк је током  века постао духовни центар Сјуника. Године 1086. тадашња краљица је заједно са својом сестром у манастирском комплексу саградила Богородичину цркву (Сурб Астватсацин), а у исто време је саграђен и јужни улаз у манастир и предворје.
У оквиру манастира постоји и конак, а очувани су и бројни хачкари (камен крсташ) и гробнице из периода X-XI век.
Рестаурација целог комплекса започела је 1978. године али је прекинута 1990. пре завршетка радова због финансијских проблема и ратних сукоба у суседном Карабаху.